# Charles Mulder
Charles Marie Aloy Mulder (* 1. Juli 1897 in Antwerpen; † 7. Mai 1953 ebenda) war ein belgischer Bobfahrer und Olympiateilnehmer von 1924 und 1928. 
Gemeinsam mit René Mortiaux, Paul Van den Broeck, Victor Verschueren und Henri Willems gewann Charles Mulder im Bob Belgien I Bronze bei den I. Olympischen Winterspielen 1924 in Chamonix. Bei den II. Olympischen Winterspielen 1928 in St. Moritz belegte er dann im Bob Belgien II mit Ferdinand Hubert, Louis Rooy, Hubert Kryn und Robert Langlois den sechzehnten Platz.